# Język tombulu
Język tombulu (a. tombulu’), także minahasa – język austronezyjski używany w prowincji Celebes Północny w Indonezji, w okolicach miasta Manado. Należy do grupy języków filipińskich.
Według danych z 1981 roku posługuje się nim 60 tys. ludzi. Wyróżnia się dwa dialekty – taratara i tomohon.
Nazwa „tombulu” oznacza „ludność z regionu bambusa”. Pochodzi od słów tou („ludzie”) i wulu (pewien typ bambusa); określenie to miałoby odnosić się do roślinności napotkanej przez pierwszych osadników. Rodzima forma nazwy języka to toumbuluʔ.
Podobnie jak pozostałe języki minahaskie jest zagrożony wymarciem. Znajduje się pod presją malajskiego miasta Manado i języka indonezyjskiego. Ma niski prestiż wśród samych użytkowników. Nie jest często używany w miastach, jedynie starsze pokolenie zachowuje dobrą jego znajomość, a osoby wykształcone unikają posługiwania się rodzimym językiem. Według doniesień z 2008 i 2010 r. pozostaje w szerszym użyciu na terenach wiejskich. Jednocześnie w latach 90. XX w. odnotowano, że w wielu wsiach nie jest przyswajany przez dzieci.
Zalążki piśmiennictwa (w dużej mierze religijnego) w języku tombulu powstały w XIX wieku. Istnieje zasób indonezyjskich opracowań poświęconych temu językowi, m.in. słownik Kamus Tombulu-Indonesia (1979/1980) oraz opisy gramatyki: Bahasa Tombulu di Minahasa (1978), Struktur bahasa Tombulu (1993) ). Pewne dane nt. tombulu zebrał też holenderski autor J. van der Wouw. Podjęto działania na rzecz ochrony tego języka, powstały m.in. materiały do użytku szkolnego. Tombulu jest zapisywany alfabetem łacińskim.